# Phenomena (filme)
Phenomena (Brasil: Fenômeno / Portugal: Phenomena) é um filme italiano de 1985, realizado por Dario Argento, com os atores Jennifer Connelly, Daria Nicolodi e Donald Pleasence. Foi lançado na Itália em 31 de Janeiro de 1985, e contém na sua trilha sonora, músicas da banda Iron Maiden. O Filme foi elogiado pela critica, conquistando 78% de aprovação no Rotten Tomatoes e 6,8/10 no IMDb. Foi lancado em DVD no Brasil pela Dark Side em Janeiro de 2006.

## Sinopse
Uma garota americana num colégio interno suíço chamada Jennifer Corvino descobre que tem estranhos poderes de manipular insetos e enquanto tenta desvendar uma série de misteriosos assassinatos. Durante esses acontecimentos, ela conhece uma garota, chamada Sophie, e um professor, chamado John McGregor, que a ajuda chegar ate o assassino.
| Atores               | Personagens      |
| -------------------- | ---------------- |
| Jennifer Connelly    | Jennifer Corvino |
| Daria Nicolodi       | Frau Brückner    |
| Donald Pleasence     | John McGregor    |
| Feredica Mastroianni | Sophie           |
| Dalila Di Lazzaro    | Diretora         |
| Davide Marotta       | Patua            |
| Patrick Bauchau      | Rudolf Geiger    |
| Fiore Argento        | Vera Brandt      |
| Mario Donatone       | Morris Shapiro   |
| Fiorenza Tessari     | Gisela Sulzer    |